# Stanley Cup playoff 1995
I playoff della Stanley Cup 1995 del campionato NHL 1994-1995 hanno avuto inizio il 6 maggio 1995. Le sedici squadre qualificate per i playoff, otto da ciascuna Conference, hanno giocato una serie di partite al meglio di sette per i quarti di finale, semifinali e finali di Conference. I vincitori delle due Conference hanno disputato una serie di partite al meglio di sette per la conquista della Stanley Cup. I campioni di ciascuna Division conservarono il proprio ranking per l'intera durata dei playoff, mentre le altre squadre furono ricollocate nella graduatoria dopo ciascun turno.
I playoff iniziarono nel mese di maggio a causa del lockout che costrinse la lega a cancellare metà della stagione regolare. Fu mantenuto il formato abituale con tutte le serie previste al meglio della sette sfide. Questa fu l'ultima apparizione dei Quebec Nordiques prima del loro trasferimento a Denver dove sarebbero divenuti i Colorado Avalanche. Questa fu l'unica volta nel corso dell'intera carriera che Patrick Roy non poté disputare i playoff.

## Squadre partecipanti

### Eastern Conference
1. Quebec Nordiques - vincitori della Northeast Division e della stagione regolare nella Eastern Conference, 65 punti
2. Philadelphia Flyers - vincitori della Atlantic Division, 60 punti
3. Pittsburgh Penguins - 61 punti
4. Boston Bruins - 57 punti
5. New Jersey Devils - 52 punti
6. Washington Capitals - 52 punti
7. Buffalo Sabres - 51 punti
8. New York Rangers - 47 punti

### Western Conference
1. Detroit Red Wings - vincitori della Central Division e della stagione regolare nella Western Conference e del Presidents' Trophy, 70 punti
2. Calgary Flames - vincitori della Pacific Division, 55 punti
3. St. Louis Blues - 61 punti
4. Chicago Blackhawks - 53 punti
5. Toronto Maple Leafs - 50 punti
6. Vancouver Canucks - 48 punti
7. San Jose Sharks - 42 punti
8. Dallas Stars - 42 punti

### Tabellone
In ciascun turno la squadra con il ranking più alto si sfidò con quella dal posizionamento più basso, usufruendo anche del vantaggio del fattore campo. Nella finale di Stanley Cup il fattore campo fu determinato dai punti ottenuti in stagione regolare dalle due squadre. Ciascuna serie, al meglio delle sette gare, seguì il formato 2–2–1–1–1: la squadra migliore in stagione regolare avrebbe disputato in casa Gara-1 e 2, (se necessario anche Gara-5 e 7), mentre quella posizionata peggio avrebbe giocato nel proprio palazzetto Gara-3 e 4 (se necessario anche Gara-6).
|  | Quarti di finale Conference | Quarti di finale Conference                      | Quarti di finale Conference |   |                     | Semifinali Conference | Semifinali Conference | Semifinali Conference |                    |                    | Finali Conference   | Finali Conference  | Finali Conference  |  |  | Finale Stanley Cup | Finale Stanley Cup | Finale Stanley Cup |
|  |                             |                                                  |                             |   |                     |                       |                       |                       |                    |                    |                     |                    |                    |  |  |                    |                    |                    |
|  | 1                           | Quebec Nordiques                                 | 2                           |   |                     | 2                     | Philadelphia Flyers   | 4                     |                    |                    |                     |                    |                    |  |  |                    |                    |                    |
|  | 8                           | New York Rangers                                 | 4                           |   |                     | 8                     | New York Rangers      | 0                     |                    |                    |                     |                    |                    |  |  |                    |                    |                    |
|  |                             |                                                  |                             |   |                     |                       |                       |                       |                    |                    |                     |                    |                    |  |  |                    |                    |                    |
|  | 2                           | Philadelphia Flyers                              | 4                           |   |                     |                       |                       |                       | Eastern Conference | Eastern Conference | Eastern Conference  | Eastern Conference | Eastern Conference |  |  |                    |                    |                    |
|  | 2                           | Philadelphia Flyers                              | 4                           |   |                     |                       |                       |                       | Eastern Conference | Eastern Conference | Eastern Conference  | Eastern Conference | Eastern Conference |  |  |                    |                    |                    |
|  | 7                           | Buffalo Sabres                                   | 1                           |   |                     |                       |                       |                       |                    |                    |                     |                    |                    |  |  |                    |                    |                    |
|  | 7                           | Buffalo Sabres                                   | 1                           |   |                     |                       |                       |                       |                    | 2                  | Philadelphia Flyers | 2                  |                    |  |  |                    |                    |                    |
|  |                             |                                                  |                             |   |                     |                       |                       |                       |                    | 2                  | Philadelphia Flyers | 2                  |                    |  |  |                    |                    |                    |
|  |                             | 5                                                | New Jersey Devils           | 4 |                     |                       |                       |                       |                    |                    |                     |                    |                    |  |  |                    |                    |                    |
|  | 3                           | 5                                                | New Jersey Devils           | 4 | Pittsburgh Penguins | 4                     |                       |                       |                    |                    |                     |                    |                    |  |  |                    |                    |                    |
|  | 3                           |                                                  |                             |   | Pittsburgh Penguins | 4                     |                       |                       |                    |                    |                     |                    |                    |  |  |                    |                    |                    |
|  | 6                           | Washington Capitals                              | 3                           |   |                     |                       |                       |                       |                    |                    |                     |                    |                    |  |  |                    |                    |                    |
|  | 6                           | Washington Capitals                              | 3                           |   |                     |                       |                       |                       |                    |                    |                     |                    |                    |  |  |                    |                    |                    |
|  |                             |                                                  |                             |   |                     |                       |                       |                       |                    |                    |                     |                    |                    |  |  |                    |                    |                    |
|  |                             |                                                  |                             |   |                     |                       |                       |                       |                    |                    |                     |                    |                    |  |  |                    |                    |                    |
|  | 4                           | Boston Bruins                                    | 1                           |   | 3                   | Pittsburgh Penguins   | 1                     |                       |                    |                    |                     |                    |                    |  |  |                    |                    |                    |
|  | 4                           | Boston Bruins                                    | 1                           |   | 3                   | Pittsburgh Penguins   | 1                     |                       |                    |                    |                     |                    |                    |  |  |                    |                    |                    |
|  | 5                           | New Jersey Devils                                | 4                           |   |                     | 5                     | New Jersey Devils     | 4                     |                    |                    |                     |                    |                    |  |  |                    |                    |                    |
|  | 5                           | New Jersey Devils                                | 4                           |   |                     |                       |                       |                       |                    | E5                 | New Jersey Devils   | 4                  |                    |  |  |                    |                    |                    |
|  |                             | (Accoppiamenti ristabiliti dopo il primo turno.) |                             |   |                     |                       |                       |                       |                    | E5                 | New Jersey Devils   | 4                  |                    |  |  |                    |                    |                    |
|  |                             | W1                                               | Detroit Red Wings           | 0 |                     |                       |                       |                       |                    |                    |                     |                    |                    |  |  |                    |                    |                    |
|  | 1                           | W1                                               | Detroit Red Wings           | 0 | Detroit Red Wings   | 4                     |                       |                       | 1                  | Detroit Red Wings  | 4                   |                    |                    |  |  |                    |                    |                    |
|  | 1                           |                                                  |                             |   | Detroit Red Wings   | 4                     |                       |                       | 1                  | Detroit Red Wings  | 4                   |                    |                    |  |  |                    |                    |                    |
|  | 8                           | Dallas Stars                                     | 1                           |   |                     | 7                     | San Jose Sharks       | 0                     |                    |                    |                     |                    |                    |  |  |                    |                    |                    |
|  | 8                           | Dallas Stars                                     | 1                           |   |                     | 7                     | San Jose Sharks       | 0                     |                    |                    |                     |                    |                    |  |  |                    |                    |                    |
|  |                             |                                                  |                             |   |                     |                       |                       |                       |                    |                    |                     |                    |                    |  |  |                    |                    |                    |
|  | 2                           | Calgary Flames                                   | 3                           |   |                     |                       |                       |                       |                    |                    |                     |                    |                    |  |  |                    |                    |                    |
|  | 2                           | Calgary Flames                                   | 3                           |   |                     |                       |                       |                       |                    |                    |                     |                    |                    |  |  |                    |                    |                    |
|  | 7                           | San Jose Sharks                                  | 4                           |   |                     |                       |                       |                       |                    |                    |                     |                    |                    |  |  |                    |                    |                    |
|  | 7                           | San Jose Sharks                                  | 4                           |   |                     |                       |                       |                       | 1                  | Detroit Red Wings  | 4                   |                    |                    |  |  |                    |                    |                    |
|  |                             |                                                  |                             |   |                     |                       |                       |                       | 1                  | Detroit Red Wings  | 4                   |                    |                    |  |  |                    |                    |                    |
|  |                             | 4                                                | Chicago Blackhawks          | 1 |                     |                       |                       |                       |                    |                    |                     |                    |                    |  |  |                    |                    |                    |
|  | 3                           | 4                                                | Chicago Blackhawks          | 1 | St. Louis Blues     | 3                     |                       |                       |                    |                    |                     |                    |                    |  |  |                    |                    |                    |
|  | 3                           |                                                  |                             |   | St. Louis Blues     | 3                     |                       |                       |                    |                    |                     |                    |                    |  |  |                    |                    |                    |
|  | 6                           | Vancouver Canucks                                | 4                           |   |                     |                       |                       |                       |                    |                    | Western Conference  | Western Conference | Western Conference |  |  |                    |                    |                    |
|  | 6                           | Vancouver Canucks                                | 4                           |   |                     |                       |                       |                       |                    |                    | Western Conference  | Western Conference | Western Conference |  |  |                    |                    |                    |
|  |                             |                                                  |                             |   |                     |                       |                       |                       |                    |                    |                     |                    |                    |  |  |                    |                    |                    |
|  | 4                           | Chicago Blackhawks                               | 4                           |   | 4                   | Chicago Blackhawks    | 4                     |                       |                    |                    |                     |                    |                    |  |  |                    |                    |                    |
|  | 4                           | Chicago Blackhawks                               | 4                           |   | 4                   | Chicago Blackhawks    | 4                     |                       |                    |                    |                     |                    |                    |  |  |                    |                    |                    |
|  | 5                           | Toronto Maple Leafs                              | 3                           |   |                     | 6                     | Vancouver Canucks     | 0                     |                    |                    |                     |                    |                    |  |  |                    |                    |                    |

## Eastern Conference

### Quarti di finale di Conference

#### Quebec - NY Rangers
| Québec 6 maggio 1995 | New York Rangers | 4 – 5 (1-2; 3-0; 0-3) referto | Quebec Nordiques | Colisée de Québec (14.360 spett.)\| Arbitro: \| Don Koharski \| |
| Arbitro:             | Don Koharski     |                               |                  |                                                                 |

| Québec 8 maggio 1995 | New York Rangers | 8 – 3 (1-0; 3-2; 4-1) referto | Quebec Nordiques | Colisée de Québec (14.178 spett.)\| Arbitro: \| Mark Faucette \| |
| Arbitro:             | Mark Faucette    |                               |                  |                                                                  |

| New York 10 maggio 1995 | Quebec Nordiques | 3 – 4 (1-2; 1-1; 1-1) referto | New York Rangers | Madison Square Garden (18.200 spett.)\| Arbitro: \| Bill McCreary \| |
| Arbitro:                | Bill McCreary    |                               |                  |                                                                      |

| New York 12 maggio 1995 | Quebec Nordiques   | 2 – 3 (d.t.s.) (2-0; 0-1; 0-1) referto | New York Rangers | Madison Square Garden (18.200 spett.)\| Arbitro: \| Andy Van Hellemond \| |
| Arbitro:                | Andy Van Hellemond |                                        |                  |                                                                           |

| Québec 14 maggio 1995 | New York Rangers | 2 – 4 (2-3; 0-0; 0-1) referto | Quebec Nordiques | Colisée de Québec (14.647 spett.)\| Arbitro: \| Kerry Fraser \| |
| Arbitro:              | Kerry Fraser     |                               |                  |                                                                 |

| New York 16 maggio 1995 | Quebec Nordiques | 2 – 4 (0-3; 1-1; 1-0) referto | New York Rangers | Madison Square Garden (18.200 spett.)\| Arbitro: \| Dan Marouelli \| |
| Arbitro:                | Dan Marouelli    |                               |                  |                                                                      |

#### Philadelphia - Buffalo
| Filadelfia 7 maggio 1995 | Buffalo Sabres | 3 – 4 (d.t.s.) (1-1; 1-2; 1-0) referto | Philadelphia Flyers | The Spectrum (17.380 spett.)\| Arbitro: \| Bill McCreary \| |
| Arbitro:                 | Bill McCreary  |                                        |                     |                                                             |

| Filadelfia 8 maggio 1995 | Buffalo Sabres | 1 – 3 (0-1; 1-2; 0-0) referto | Philadelphia Flyers | The Spectrum (17.380 spett.)\| Arbitro: \| Rob Shick \| |
| Arbitro:                 | Rob Shick      |                               |                     |                                                         |

| Buffalo 10 maggio 1995 | Philadelphia Flyers | 1 – 3 (1-2; 0-0; 0-1) referto | Buffalo Sabres | The Aud (13.256 spett.)\| Arbitro: \| Don Koharski \| |
| Arbitro:               | Don Koharski        |                               |                |                                                       |

| Buffalo 12 maggio 1995 | Philadelphia Flyers | 4 – 2 (1-0; 3-0; 0-2) referto | Buffalo Sabres | The Aud (16.230 spett.)\| Arbitro: \| Paul Stewart \| |
| Arbitro:               | Paul Stewart        |                               |                |                                                       |

| Filadelfia 14 maggio 1995 | Buffalo Sabres     | 4 – 6 (0-4; 2-1; 2-1) referto | Philadelphia Flyers | The Spectrum (17.380 spett.)\| Arbitro: \| Andy Van Hellemond \| |
| Arbitro:                  | Andy Van Hellemond |                               |                     |                                                                  |

#### Pittsburgh - Washington
| Pittsburgh 6 maggio 1995 | Washington Capitals | 5 – 4 (1-1; 2-2; 2-1) referto | Pittsburgh Penguins | Civic Arena (15.910 spett.)\| Arbitro: \| Andy Van Hellemond \| |
| Arbitro:                 | Andy Van Hellemond  |                               |                     |                                                                 |

| Pittsburgh 8 maggio 1995 | Washington Capitals | 3 – 5 (3-1; 0-0; 0-4) referto | Pittsburgh Penguins | Civic Arena (15.079 spett.)\| Arbitro: \| Bill McCreary \| |
| Arbitro:                 | Bill McCreary       |                               |                     |                                                            |

| Landover 10 maggio 1995 | Pittsburgh Penguins | 2 – 6 (0-1; 0-3; 2-2) referto | Washington Capitals | USAir Arena (17.021 spett.)\| Arbitro: \| Terry Gregson \| |
| Arbitro:                | Terry Gregson       |                               |                     |                                                            |

| Landover 12 maggio 1995 | Pittsburgh Penguins | 2 – 6 (2-2; 0-1; 0-3) referto | Washington Capitals | USAir Arena (18.130 spett.)\| Arbitro: \| Kerry Fraser \| |
| Arbitro:                | Kerry Fraser        |                               |                     |                                                           |

| Pittsburgh 14 maggio 1995 | Washington Capitals | 5 – 6 (d.t.s.) (2-1; 1-2; 2-2) referto | Pittsburgh Penguins | Civic Arena (16.083 spett.)\| Arbitro: \| Mick McGeough \| |
| Arbitro:                  | Mick McGeough       |                                        |                     |                                                            |

| Landover 16 maggio 1995 | Pittsburgh Penguins | 7 – 1 (4-0; 2-0; 1-1) referto | Washington Capitals | USAir Arena (15.412 spett.)\| Arbitro: \| Paul Stewart \| |
| Arbitro:                | Paul Stewart        |                               |                     |                                                           |

| Pittsburgh 18 maggio 1995 | Washington Capitals | 0 – 3 (0-2; 0-0; 0-1) referto | Pittsburgh Penguins | Civic Arena (17.181 spett.)\| Arbitro: \| Don Koharski \| |
| Arbitro:                  | Don Koharski        |                               |                     |                                                           |

#### Boston - New Jersey
| Boston 7 maggio 1995 | New Jersey Devils | 5 – 0 (3-0; 1-0; 1-0) referto | Boston Bruins | Boston Garden (14.448 spett.)\| Arbitro: \| Terry Gregson \| |
| Arbitro:             | Terry Gregson     |                               |               |                                                              |

| Boston 8 maggio 1995 | New Jersey Devils | 3 – 0 (1-0; 0-0; 2-0) referto | Boston Bruins | Boston Garden (14.448 spett.)\| Arbitro: \| Don Koharski \| |
| Arbitro:             | Don Koharski      |                               |               |                                                             |

| East Rutherford 10 maggio 1995 | Boston Bruins      | 3 – 2 (0-0; 3-1; 0-1) referto | New Jersey Devils | Brendan Byrne Arena (16.523 spett.)\| Arbitro: \| Andy Van Hellemond \| |
| Arbitro:                       | Andy Van Hellemond |                               |                   |                                                                         |

| East Rutherford 12 maggio 1995 | Boston Bruins | 0 – 1 (d.t.s.) (0-0; 0-0; 0-0) referto | New Jersey Devils | Brendan Byrne Arena (19.040 spett.)\| Arbitro: \| Mick McGeough \| |
| Arbitro:                       | Mick McGeough |                                        |                   |                                                                    |

| Boston 14 maggio 1995 | New Jersey Devils | 3 – 2 (1-0; 1-1; 1-1) referto | Boston Bruins | Boston Garden (14.448 spett.)\| Arbitro: \| Bill McCreary \| |
| Arbitro:              | Bill McCreary     |                               |               |                                                              |

### Semifinali di Conference

#### Philadelphia - NY Rangers
| Filadelfia 21 maggio 1995 | New York Rangers | 4 – 5 (d.t.s.) (2-0; 1-2; 1-2) referto | Philadelphia Flyers | The Spectrum (17.380 spett.)\| Arbitro: \| Don Koharski \| |
| Arbitro:                  | Don Koharski     |                                        |                     |                                                            |

| Filadelfia 22 maggio 1995 | New York Rangers | 3 – 4 (d.t.s.) (2-0; 0-2; 1-1) referto | Philadelphia Flyers | The Spectrum (17.380 spett.)\| Arbitro: \| Bill McCreary \| |
| Arbitro:                  | Bill McCreary    |                                        |                     |                                                             |

| New York 24 maggio 1995 | Philadelphia Flyers | 5 – 2 (2-0; 3-1; 0-1) referto | New York Rangers | Madison Square Garden (18.200 spett.)\| Arbitro: \| Terry Gregson \| |
| Arbitro:                | Terry Gregson       |                               |                  |                                                                      |

| New York 26 maggio 1995 | Philadelphia Flyers | 4 – 1 (2-0; 2-1; 0-0) referto | New York Rangers | Madison Square Garden (18.200 spett.)\| Arbitro: \| Andy Van Hellemond \| |
| Arbitro:                | Andy Van Hellemond  |                               |                  |                                                                           |

#### Pittsburgh - New Jersey
| Pittsburgh 20 maggio 1995 | New Jersey Devils | 2 – 3 (1-0; 0-1; 1-2) referto | Pittsburgh Penguins | Civic Arena (16.643 spett.)\| Arbitro: \| Terry Gregson \| |
| Arbitro:                  | Terry Gregson     |                               |                     |                                                            |

| Pittsburgh 22 maggio 1995 | New Jersey Devils  | 4 – 2 (1-1; 0-0; 3-1) referto | Pittsburgh Penguins | Civic Arena (16.817 spett.)\| Arbitro: \| Andy Van Hellemond \| |
| Arbitro:                  | Andy Van Hellemond |                               |                     |                                                                 |

| East Rutherford 24 maggio 1995 | Pittsburgh Penguins | 1 – 5 (0-0; 1-3; 0-2) referto | New Jersey Devils | Brendan Byrne Arena (18.139 spett.)\| Arbitro: \| Kerry Fraser \| |
| Arbitro:                       | Kerry Fraser        |                               |                   |                                                                   |

| East Rutherford 26 maggio 1995 | Pittsburgh Penguins | 1 – 2 (d.t.s.) (0-0; 0-0; 1-1) referto | New Jersey Devils | Brendan Byrne Arena (19.040 spett.)\| Arbitro: \| Bill McCreary \| |
| Arbitro:                       | Bill McCreary       |                                        |                   |                                                                    |

| Pittsburgh 28 maggio 1995 | New Jersey Devils | 4 – 1 (1-1; 1-0; 2-0) referto | Pittsburgh Penguins | Civic Arena (17.181 spett.)\| Arbitro: \| Dan Marouelli \| |
| Arbitro:                  | Dan Marouelli     |                               |                     |                                                            |

### Finale di Conference

#### Philadelphia - New Jersey
| Filadelfia 3 giugno 1995 | New Jersey Devils | 4 – 1 (2-0; 1-0; 1-1) referto | Philadelphia Flyers | The Spectrum (17.380 spett.)\| Arbitro: \| Bill McCreary \| |
| Arbitro:                 | Bill McCreary     |                               |                     |                                                             |

| Filadelfia 5 giugno 1995 | New Jersey Devils  | 5 – 2 (2-2; 3-0; 0-0) referto | Philadelphia Flyers | The Spectrum (17.380 spett.)\| Arbitro: \| Andy Van Hellemond \| |
| Arbitro:                 | Andy Van Hellemond |                               |                     |                                                                  |

| East Rutherford 7 giugno 1995 | Philadelphia Flyers | 3 – 2 (d.t.s.) (1-1; 0-1; 1-0) referto | New Jersey Devils | Brendan Byrne Arena (19.040 spett.)\| Arbitro: \| Kerry Fraser \| |
| Arbitro:                      | Kerry Fraser        |                                        |                   |                                                                   |

| East Rutherford 10 giugno 1995 | Philadelphia Flyers | 4 – 2 (1-1; 1-0; 2-1) referto | New Jersey Devils | Brendan Byrne Arena (19.040 spett.)\| Arbitro: \| Terry Gregson \| |
| Arbitro:                       | Terry Gregson       |                               |                   |                                                                    |

| Filadelfia 11 giugno 1995 | New Jersey Devils | 3 – 2 (2-1; 0-0; 1-1) referto | Philadelphia Flyers | The Spectrum (17.380 spett.)\| Arbitro: \| Dan Marouelli \| |
| Arbitro:                  | Dan Marouelli     |                               |                     |                                                             |

| East Rutherford 13 giugno 1995 | Philadelphia Flyers | 2 – 4 (1-2; 0-1; 1-1) referto | New Jersey Devils | Brendan Byrne Arena (19.040 spett.)\| Arbitro: \| Don Koharski \| |
| Arbitro:                       | Don Koharski        |                               |                   |                                                                   |

## Western Conference

### Quarti di finale di Conference

#### Detroit - Dallas
| Detroit 7 maggio 1995 | Dallas Stars | 3 – 4 (0-1; 1-1; 2-2) referto | Detroit Red Wings | Joe Louis Arena (19.875 spett.)\| Arbitro: \| Kerry Fraser \| |
| Arbitro:              | Kerry Fraser |                               |                   |                                                               |

| Detroit 9 maggio 1995 | Dallas Stars  | 1 – 4 (1-3; 0-1; 0-0) referto | Detroit Red Wings | Joe Louis Arena (19.875 spett.)\| Arbitro: \| Mick McGeough \| |
| Arbitro:              | Mick McGeough |                               |                   |                                                                |

| Dallas 11 maggio 1995 | Detroit Red Wings | 5 – 1 (2-1; 2-0; 1-0) referto | Dallas Stars | Reunion Arena (16.214 spett.)\| Arbitro: \| Dan Marouelli \| |
| Arbitro:              | Dan Marouelli     |                               |              |                                                              |

| Dallas 14 maggio 1995 | Detroit Red Wings | 1 – 4 (0-2; 0-0; 1-2) referto | Dallas Stars | Reunion Arena (16.004 spett.)\| Arbitro: \| Terry Gregson \| |
| Arbitro:              | Terry Gregson     |                               |              |                                                              |

| Detroit 15 maggio 1995 | Dallas Stars  | 1 – 3 (0-1; 1-1; 0-1) referto | Detroit Red Wings | Joe Louis Arena (19.875 spett.)\| Arbitro: \| Mark Faucette \| |
| Arbitro:               | Mark Faucette |                               |                   |                                                                |

#### Calgary - San Jose
| Calgary 7 maggio 1995 | San Jose Sharks | 5 – 4 (3-1; 2-1; 0-2) referto | Calgary Flames | Olympic Saddledome (15.624 spett.)\| Arbitro: \| Dan Marouelli \| |
| Arbitro:              | Dan Marouelli   |                               |                |                                                                   |

| Calgary 9 maggio 1995 | San Jose Sharks | 5 – 4 (d.t.s.) (1-2; 2-0; 1-2) referto | Calgary Flames | Olympic Saddledome (16.389 spett.)\| Arbitro: \| Paul Devorski \| |
| Arbitro:              | Paul Devorski   |                                        |                |                                                                   |

| San Jose 11 maggio 1995 | Calgary Flames | 9 – 2 (4-1; 2-1; 3-0) referto | San Jose Sharks | San Jose Arena (17.190 spett.)\| Arbitro: \| Mark Faucette \| |
| Arbitro:                | Mark Faucette  |                               |                 |                                                               |

| San Jose 13 maggio 1995 | Calgary Flames | 6 – 4 (1-0; 3-2; 2-2) referto | San Jose Sharks | San Jose Arena (17.190 spett.)\| Arbitro: \| Rob Shick \| |
| Arbitro:                | Rob Shick      |                               |                 |                                                           |

| Calgary 15 maggio 1995 | San Jose Sharks | 0 – 5 (0-3; 0-0; 0-2) referto | Calgary Flames | Olympic Saddledome (18.298 spett.)\| Arbitro: \| Don Koharski \| |
| Arbitro:               | Don Koharski    |                               |                |                                                                  |

| San Jose 17 maggio 1995 | Calgary Flames     | 3 – 5 (2-1; 0-3; 1-1) referto | San Jose Sharks | San Jose Arena (17.190 spett.)\| Arbitro: \| Andy Van Hellemond \| |
| Arbitro:                | Andy Van Hellemond |                               |                 |                                                                    |

| Calgary 19 maggio 1995 | San Jose Sharks | 5 – 4 (d.t.s.) (1-0; 1-1; 2-3) referto | Calgary Flames | Olympic Saddledome (20.230 spett.)\| Arbitro: \| Kerry Fraser \| |
| Arbitro:               | Kerry Fraser    |                                        |                |                                                                  |

#### St. Louis - Vancouver
| St. Louis 7 maggio 1995 | Vancouver Canucks | 1 – 2 (0-1; 1-1; 0-0) referto | St. Louis Blues | Kiel Center (18.788 spett.)\| Arbitro: \| Paul Stewart \| |
| Arbitro:                | Paul Stewart      |                               |                 |                                                           |

| St. Louis 9 maggio 1995 | Vancouver Canucks | 5 – 3 (1-2; 2-1; 2-0) referto | St. Louis Blues | Kiel Center (18.876 spett.)\| Arbitro: \| Kerry Fraser \| |
| Arbitro:                | Kerry Fraser      |                               |                 |                                                           |

| Vancouver 11 maggio 1995 | St. Louis Blues | 1 – 6 (1-3; 0-2; 0-1) referto | Vancouver Canucks | General Motors Place (13.409 spett.)\| Arbitro: \| Rob Shick \| |
| Arbitro:                 | Rob Shick       |                               |                   |                                                                 |

| Vancouver 13 maggio 1995 | St. Louis Blues | 5 – 2 (1-1; 3-1; 1-0) referto | Vancouver Canucks | General Motors Place (16.150 spett.)\| Arbitro: \| Paul Devorski \| |
| Arbitro:                 | Paul Devorski   |                               |                   |                                                                     |

| St. Louis 15 maggio 1995 | Vancouver Canucks | 6 – 5 (d.t.s.) (1-1; 2-2; 2-2) referto | St. Louis Blues | Kiel Center (18.907 spett.)\| Arbitro: \| Terry Gregson \| |
| Arbitro:                 | Terry Gregson     |                                        |                 |                                                            |

| Vancouver 17 maggio 1995 | St. Louis Blues | 8 – 2 (2-0; 4-2; 2-0) referto | Vancouver Canucks | General Motors Place (16.015 spett.)\| Arbitro: \| Bill McCreary \| |
| Arbitro:                 | Bill McCreary   |                               |                   |                                                                     |

| St. Louis 19 maggio 1995 | Vancouver Canucks  | 5 – 3 (3-1; 1-1; 1-1) referto | St. Louis Blues | Kiel Center (20.273 spett.)\| Arbitro: \| Andy Van Hellemond \| |
| Arbitro:                 | Andy Van Hellemond |                               |                 |                                                                 |

#### Chicago - Toronto
| Chicago 7 maggio 1995 | Toronto Maple Leafs | 5 – 3 (1-0; 2-1; 3-1) referto | Chicago Blackhawks | United Center (19.042 spett.)\| Arbitro: \| Paul Devorski \| |
| Arbitro:              | Paul Devorski       |                               |                    |                                                              |

| Chicago 9 maggio 1995 | Toronto Maple Leafs | 3 – 0 (0-0; 1-0; 2-0) referto | Chicago Blackhawks | United Center (19.017 spett.)\| Arbitro: \| Paul Stewart \| |
| Arbitro:              | Paul Stewart        |                               |                    |                                                             |

| Toronto 11 maggio 1995 | Chicago Blackhawks | 3 – 2 (1-1; 1-0; 1-1) referto | Toronto Maple Leafs | Maple Leaf Gardens (15.746 spett.)\| Arbitro: \| Don Koharski \| |
| Arbitro:               | Don Koharski       |                               |                     |                                                                  |

| Toronto 13 maggio 1995 | Chicago Blackhawks | 3 – 1 (1-0; 1-0; 1-1) referto | Toronto Maple Leafs | Maple Leaf Gardens (15.746 spett.)\| Arbitro: \| Dan Marouelli \| |
| Arbitro:               | Dan Marouelli      |                               |                     |                                                                   |

| Chicago 15 maggio 1995 | Toronto Maple Leafs | 2 – 4 (0-1; 1-1; 1-2) referto | Chicago Blackhawks | United Center (19.806 spett.)\| Arbitro: \| Rob Shick \| |
| Arbitro:               | Rob Shick           |                               |                    |                                                          |

| Toronto 17 maggio 1995 | Chicago Blackhawks | 4 – 5 (d.t.s.) (1-0; 0-3; 3-1) referto | Toronto Maple Leafs | Maple Leaf Gardens (15.746 spett.)\| Arbitro: \| Terry Gregson \| |
| Arbitro:               | Terry Gregson      |                                        |                     |                                                                   |

| Chicago 19 maggio 1995 | Toronto Maple Leafs | 2 – 5 (1-1; 0-1; 1-3) referto | Chicago Blackhawks | United Center (21.793 spett.)\| Arbitro: \| Bill McCreary \| |
| Arbitro:               | Bill McCreary       |                               |                    |                                                              |

### Semifinali di Conference

#### Detroit - San Jose
| Detroit 21 maggio 1995 | San Jose Sharks | 0 – 6 (0-0; 0-2; 0-4) referto | Detroit Red Wings | Joe Louis Arena (19.875 spett.)\| Arbitro: \| Kerry Fraser \| |
| Arbitro:               | Kerry Fraser    |                               |                   |                                                               |

| Detroit 23 maggio 1995 | San Jose Sharks | 2 – 6 (0-4; 0-2; 2-0) referto | Detroit Red Wings | Joe Louis Arena (19.875 spett.)\| Arbitro: \| Rob Shick \| |
| Arbitro:               | Rob Shick       |                               |                   |                                                            |

| San Jose 25 maggio 1995 | Detroit Red Wings | 6 – 2 (2-0; 1-0; 3-2) referto | San Jose Sharks | San Jose Arena (17.190 spett.)\| Arbitro: \| Dan Marouelli \| |
| Arbitro:                | Dan Marouelli     |                               |                 |                                                               |

| San Jose 27 maggio 1995 | Detroit Red Wings | 6 – 2 (4-0; 1-2; 1-0) referto | San Jose Sharks | San Jose Arena (17.190 spett.)\| Arbitro: \| Don Koharski \| |
| Arbitro:                | Don Koharski      |                               |                 |                                                              |

#### Chicago - Vancouver
| Chicago 21 maggio 1995 | Vancouver Canucks | 1 – 2 (d.t.s.) (0-0; 1-0; 0-1) referto | Chicago Blackhawks | United Center (18.532 spett.)\| Arbitro: \| Dan Marouelli \| |
| Arbitro:               | Dan Marouelli     |                                        |                    |                                                              |

| Chicago 23 maggio 1995 | Vancouver Canucks | 0 – 2 (0-1; 0-0; 0-1) referto | Chicago Blackhawks | United Center (21.358 spett.)\| Arbitro: \| Paul Stewart \| |
| Arbitro:               | Paul Stewart      |                               |                    |                                                             |

| Vancouver 25 maggio 1995 | Chicago Blackhawks | 3 – 2 (d.t.s.) (1-1; 0-0; 1-1) referto | Vancouver Canucks | General Motors Place (13.106 spett.)\| Arbitro: \| Don Koharski \| |
| Arbitro:                 | Don Koharski       |                                        |                   |                                                                    |

| Vancouver 27 maggio 1995 | Chicago Blackhawks | 4 – 3 (d.t.s.) (0-0; 2-3; 1-0) referto | Vancouver Canucks | General Motors Place (15.016 spett.)\| Arbitro: \| Rob Shick \| |
| Arbitro:                 | Rob Shick          |                                        |                   |                                                                 |

### Finale di Conference

#### Detroit - Chicago
| Detroit 1º giugno 1995 | Chicago Blackhawks | 1 – 2 (d.t.s.) (0-1; 1-0; 0-0) referto | Detroit Red Wings | Joe Louis Arena (19.875 spett.)\| Arbitro: \| Terry Gregson \| |
| Arbitro:               | Terry Gregson      |                                        |                   |                                                                |

| Detroit 4 giugno 1995 | Chicago Blackhawks | 2 – 3 (1-1; 1-0; 0-2) referto | Detroit Red Wings | Joe Louis Arena (19.875 spett.)\| Arbitro: \| Dan Marouelli \| |
| Arbitro:              | Dan Marouelli      |                               |                   |                                                                |

| Chicago 6 giugno 1995 | Detroit Red Wings | 4 – 3 (d.t.s.) (1-1; 2-1; 0-1; 0-0) referto | Chicago Blackhawks | United Center (22.709 spett.)\| Arbitro: \| Don Koharski \| |
| Arbitro:              | Don Koharski      |                                             |                    |                                                             |

| Chicago 8 giugno 1995 | Detroit Red Wings | 2 – 5 (0-3; 0-2; 2-0) referto | Chicago Blackhawks | United Center (22.738 spett.)\| Arbitro: \| Bill McCreary \| |
| Arbitro:              | Bill McCreary     |                               |                    |                                                              |

| Detroit 11 giugno 1995 | Chicago Blackhawks | 1 – 2 (d.t.s.) (1-0; 0-1; 0-0; 0-0) referto | Detroit Red Wings | Joe Louis Arena (19.875 spett.)\| Arbitro: \| Andy Van Hellemond \| |
| Arbitro:               | Andy Van Hellemond |                                             |                   |                                                                     |

## Finale Stanley Cup
La finale della Stanley Cup 1995 è stata una serie al meglio delle sette gare che ha determinato il campione della National Hockey League per la stagione 1994-1995. I New Jersey Devils hanno sconfitto i Detroit Red Wings in quattro partite e si sono aggiudicati la Stanley Cup per la prima volta nella loro storia. I Devils diventarono la sesta franchigia dopo l'era delle Original Six a vincere il titolo, mentre per Detroit si trattò della prima finale disputata dal 1966.

## Statistiche

### Classifica marcatori
La seguente lista elenca i migliori marcatori al termine dei playoff.

| Giocatore        | Squadra             | PG | G  | A  | Pt | +/- | MP |
| ---------------- | ------------------- | -- | -- | -- | -- | --- | -- |
| Sergej Fëdorov   | Detroit Red Wings   | 17 | 7  | 17 | 24 | +13 | 6  |
| Stéphane Richer  | New Jersey Devils   | 19 | 6  | 15 | 21 | +9  | 2  |
| Neal Broten      | New Jersey Devils   | 20 | 7  | 12 | 19 | +13 | 6  |
| Ron Francis      | Pittsburgh Penguins | 12 | 6  | 13 | 19 | +3  | 4  |
| Denis Savard     | Chicago Blackhawks  | 16 | 7  | 11 | 18 | +12 | 10 |
| Paul Coffey      | Detroit Red Wings   | 18 | 6  | 12 | 18 | +4  | 10 |
| John MacLean     | New Jersey Devils   | 20 | 5  | 13 | 18 | +8  | 14 |
| Claude Lemieux   | New Jersey Devils   | 20 | 13 | 3  | 16 | +12 | 20 |
| Vjačeslav Kozlov | Detroit Red Wings   | 18 | 9  | 7  | 16 | +12 | 10 |
| Nicklas Lidström | Detroit Red Wings   | 18 | 4  | 12 | 16 | +4  | 8  |

### Classifica portieri
Questa è una tabella che combina i cinque migliori portieri dei playoff per media di gol subiti a gara con i cinque migliori portieri per percentuale di parate, con almeno quattro partite disputate. La tabella è ordinata per la media gol subiti, e i criteri di inclusione sono in grassetto.

| Giocatore      | Squadra             | PG | Min     | V  | S | OTS | TC  | GS | SO | Sv%  | MGS  |
| -------------- | ------------------- | -- | ------- | -- | - | --- | --- | -- | -- | ---- | ---- |
| Martin Brodeur | New Jersey Devils   | 20 | 1221:58 | 16 | 4 | 1   | 463 | 34 | 3  | .927 | 1.67 |
| Ed Belfour     | Chicago Blackhawks  | 16 | 1013:38 | 9  | 7 | 4   | 479 | 37 | 1  | .923 | 2.19 |
| Mike Vernon    | Detroit Red Wings   | 18 | 1063:17 | 12 | 6 | 0   | 370 | 41 | 1  | .889 | 2.31 |
| Blaine Lacher  | Boston Bruins       | 5  | 282:48  | 1  | 4 | 1   | 125 | 12 | 0  | .904 | 2.54 |
| Ron Hextall    | Philadelphia Flyers | 15 | 896:41  | 10 | 5 | 0   | 437 | 42 | 0  | .904 | 2.81 |
| Félix Potvin   | Toronto Maple Leafs | 7  | 423:41  | 3  | 4 | 0   | 253 | 20 | 1  | .921 | 2.83 |
| Ken Wregget    | Pittsburgh Penguins | 11 | 660:35  | 5  | 6 | 1   | 349 | 33 | 1  | .905 | 3.00 |